# Makoszowy

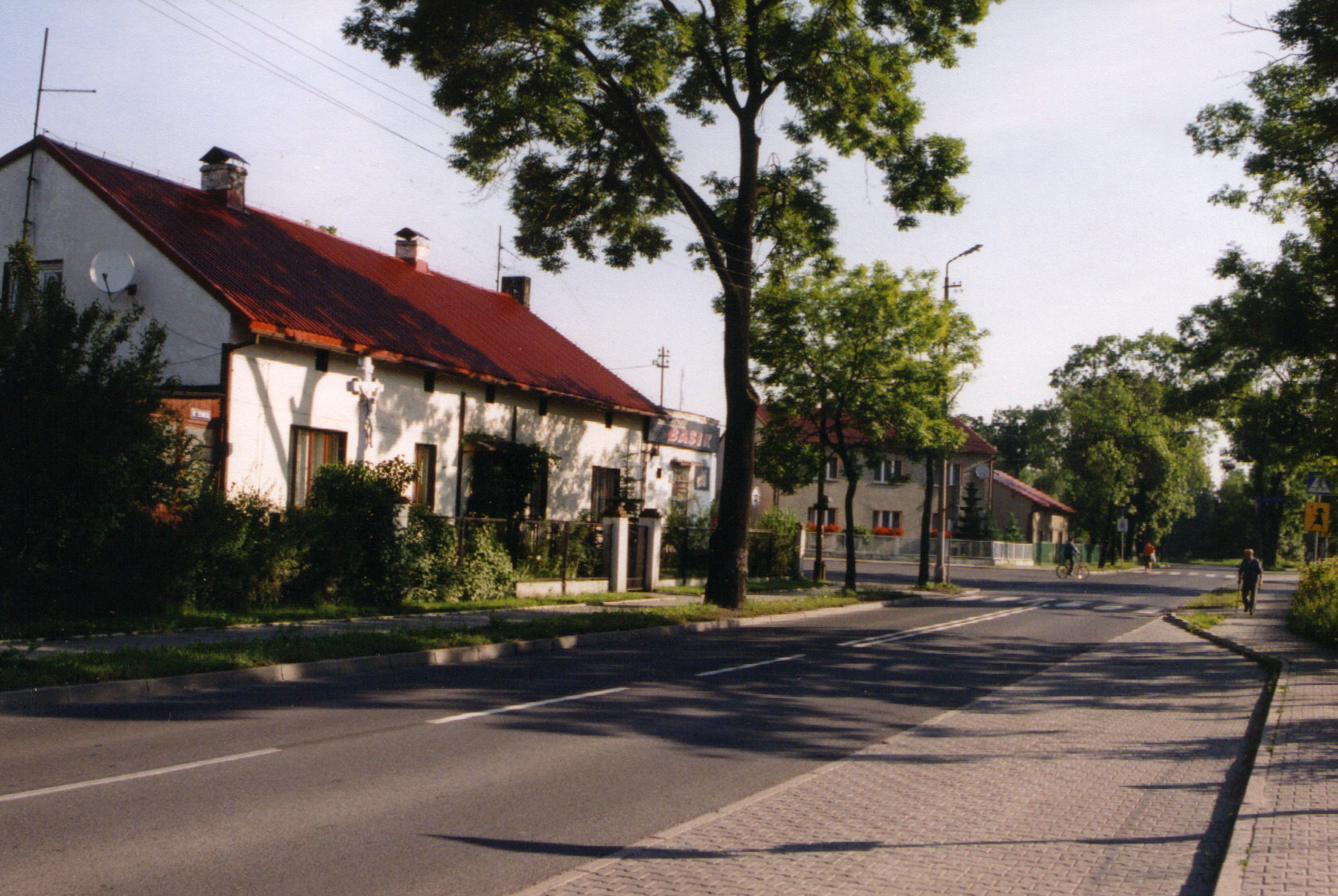
Makoszowy, Legnicka Straße

Makoszowy (deutsch Makoschau) ist ein Stadtteil von Zabrze mit 2.000 Einwohnern.  Er liegt in der Woiwodschaft Schlesien, Polen.

## Geschichte
Bis zu seiner Eingemeindung nach Zabrze 1951 war Makoschau eine selbständige Gemeinde.
Seitdem ist es ein Stadtteil von Zabrze (Zabrze-Makoszowy) rund 4 km südlich des Stadtzentrums. Makoschau liegt, von Wäldern und Teichen umgeben, an der Klodnitz und ihren Nebenflüssen Bielczanka und Schwarzwasser und ist deshalb ein beliebtes Erholungsgebiet für Naturfreunde und Angler.

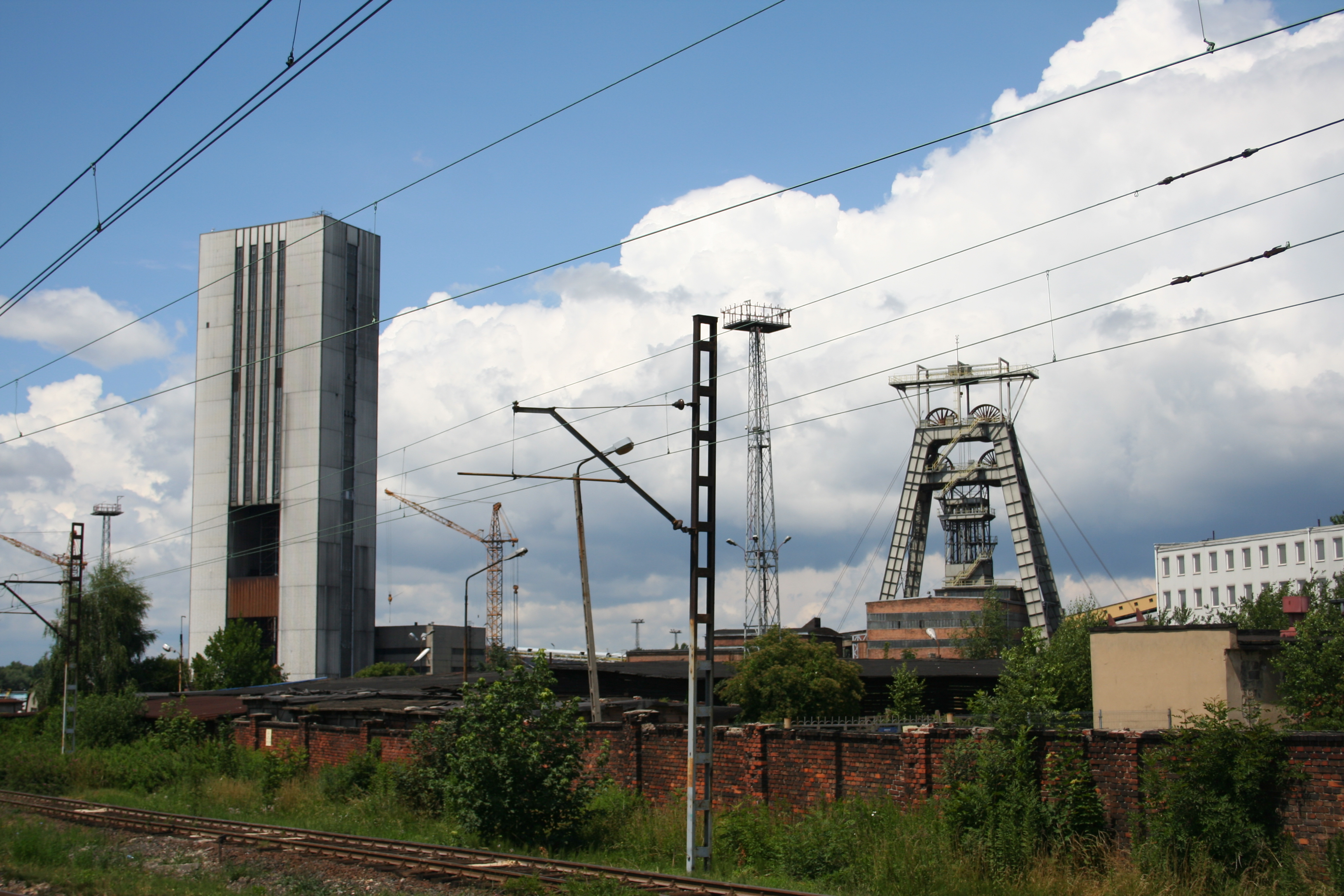
Die ehemaligen Delbrückschächte (Schächte IV und III; von links nach rechts)

Die Ansiedlung war bis zur Hälfte des 19. Jahrhunderts hauptsächlich von Bauern bewohnt. Erst in der zweiten Hälfte des 19. Jahrhunderts verwandelte sich Makoschau dank der Industrialisierung des Oberschlesischen Industriegebietes hauptsächlich in ein Bergbaugebiet. In Makoschau befinden sich die Delbrück-Schächte, eine Steinkohlengrube, die von 1900 bis 1906 angelegt wurde.
Am 8. November 1781 wurde in Makoszowy der Pionier der Entwicklung der oberschlesischen Industrie geboren: Karl Godulla

## Verkehr
Der Bahnhof Zabrze Makoszowy stellt den Abzweig der Bahnstrecke Zabrze–Leszczyny von der Bahnstrecke Katowice Ligota–Gliwice dar. Beide Strecken werden nicht mehr vom Personenverkehr bedient.

## Sport

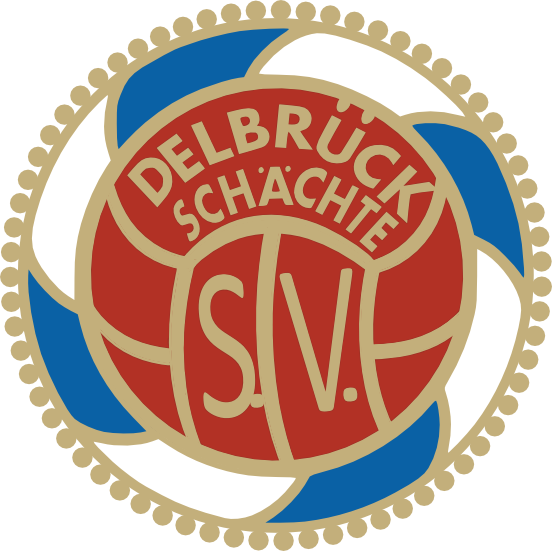
Logo des SV Delbrückschächte

Der erfolgreiche Makoschauer Verein war der 1922 gegründete SV Delbrückschächte. Er spielte in der obersten oberschlesischen Fußballliga. Mit der Eroberung der Gebiete Anfang 1945 durch die Rote Armee erlosch der Verein.

## Söhne und Töchter (Auswahl)
- Karl Godulla (1781–1848), deutscher Montanindustrieller
- Wilibald Winkler (1933–2010), Politiker und Wissenschaftler

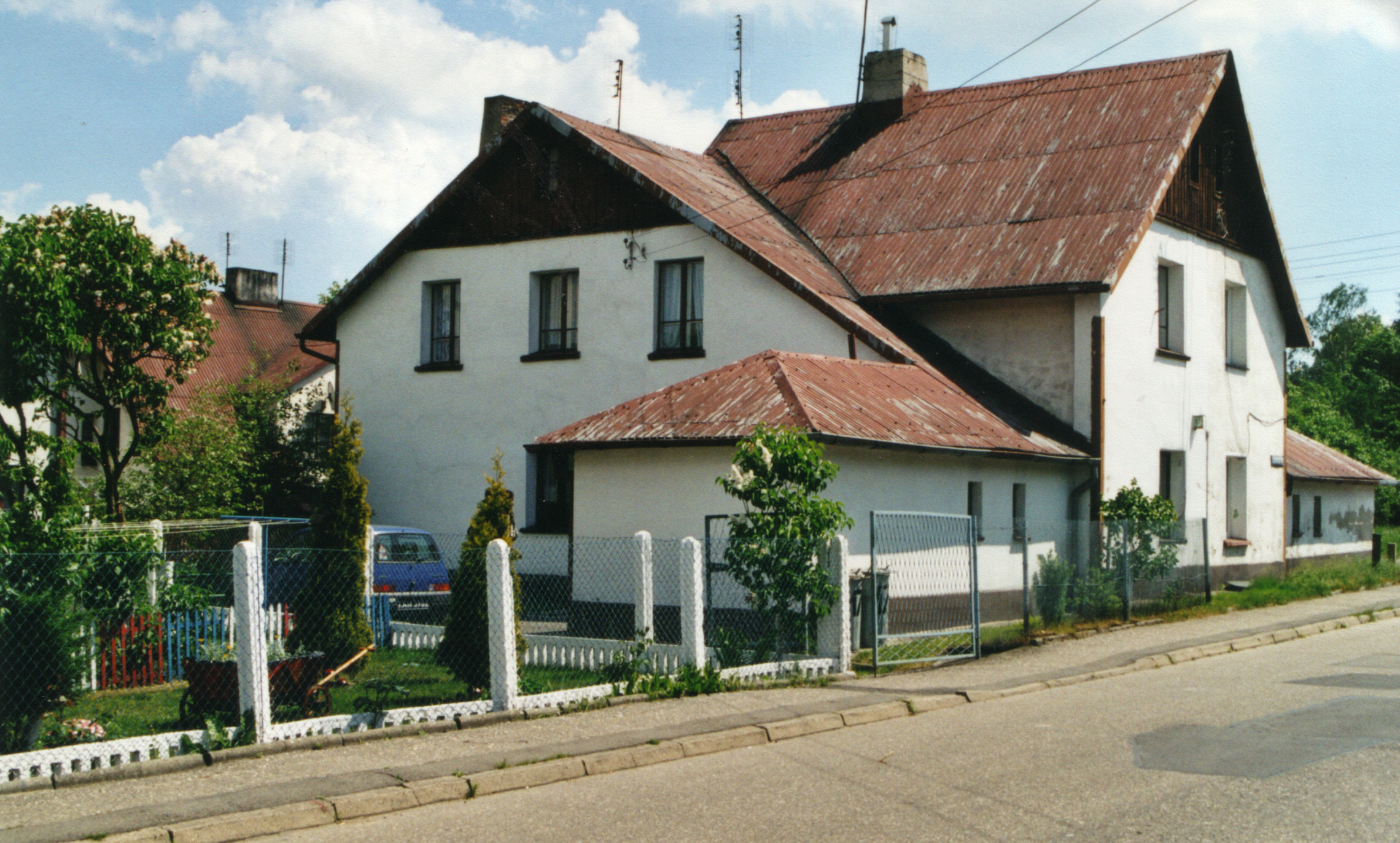

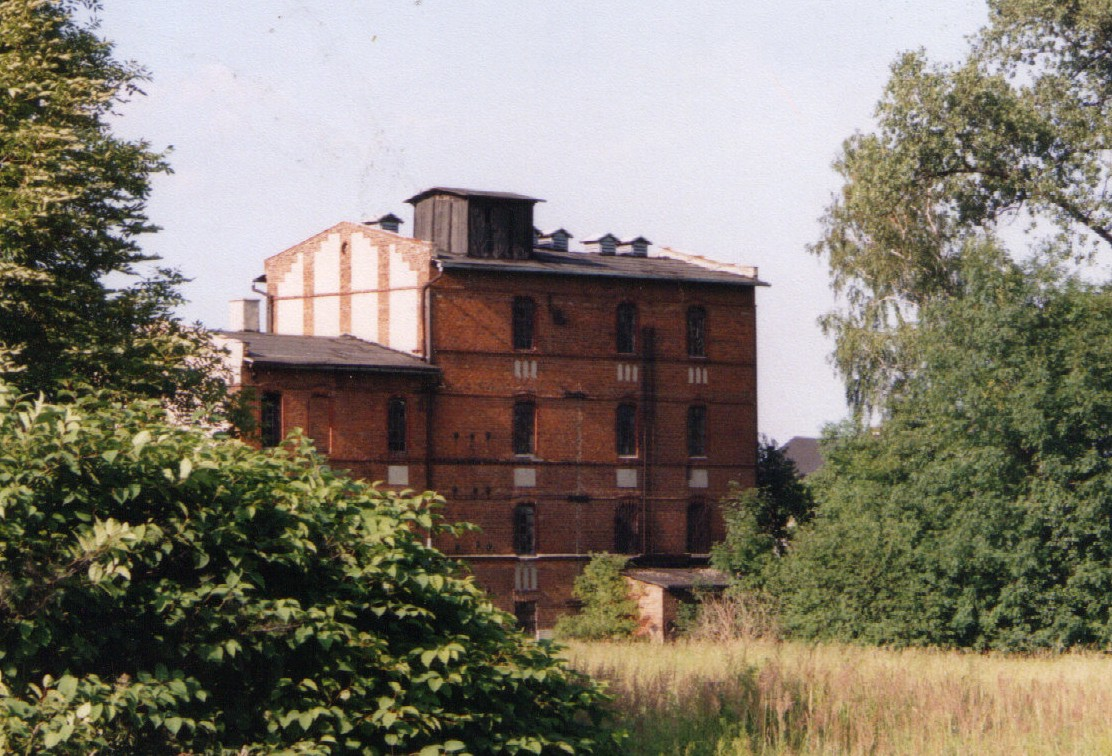

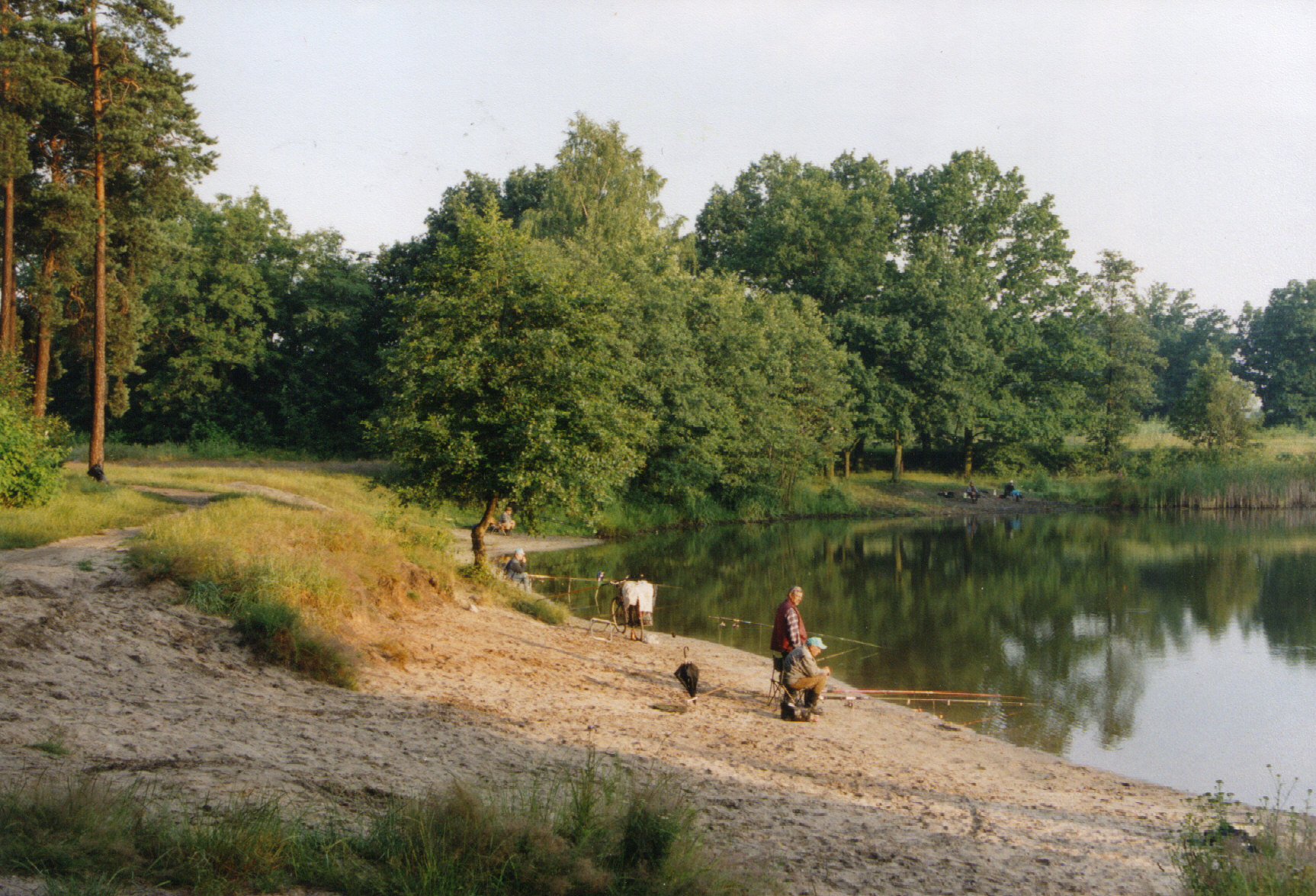